# Stelling van Hölder
In de complexe functietheorie, een deelgebied van de wiskunde, houdt de stelling van Hölder in dat de gammafunctie aan geen enkele  algebraïsche differentiaalvergelijking voldoet, waarvan de coëfficiënten rationale functies zijn. Het resultaat werd in 1887 voor het eerst bewezen door Otto Hölder, maar er zijn inmiddels andere bewijzen gevonden.
De stelling heeft een algemene vorm voor elliptische gammafuncties.